# James Brooke

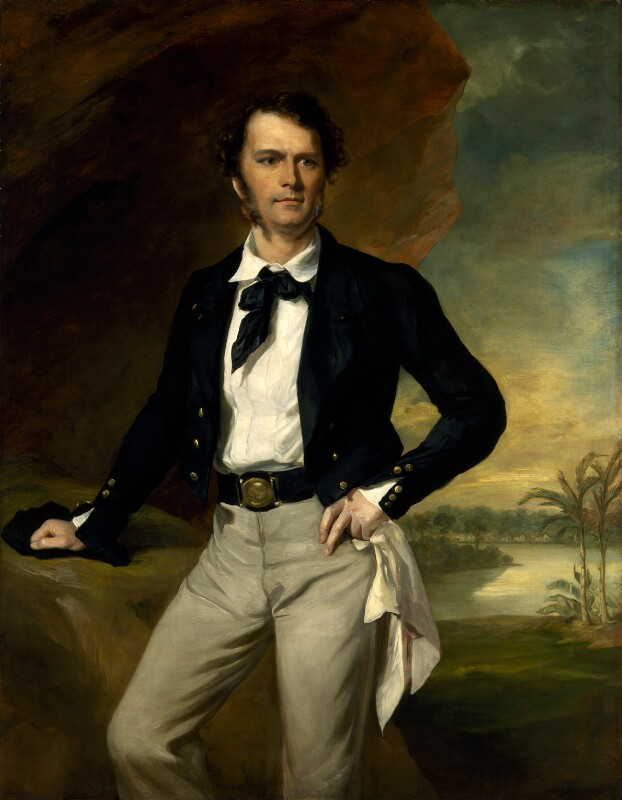
Sir James Brooke (1847), av Francis Grant.

James Brooke, född 29 april 1803 i distriktet Hugli i Västbengalen, Brittiska Indien, död 11 juni 1868 i Burrator, Devon, var en brittisk soldat och äventyrare. Han grundade Kungariket Sarawak på Borneo och var rikets förste vita raja från 1841 till 1868.
Brooke tjänstgjorde i den brittisk-indiska armén och landsteg i augusti 1839 i Sarawak på Borneo, där han i slutet av 1840 med sitt europeiska manskap undertryckte ett uppror mot Raja Muda Hassim ("Muda" är en del av titeln) och efter två framgångsrika tåg mot sjörövare 1842 som ståthållare fick Sarawak i förläning av sultanen av Brunei. 1850 erkändes han som Sarawaks härskare av Storbritannien, Italien och USA. Brookes brevväxling utgavs 1853 av J. C. Templer. Han efterträddes som raja av Sarawak av sin systerson sir Charles Brooke vid sin död.